# Tetramorium sericeum
Tetramorium sericeum är en myrart som beskrevs av Arnold 1926. Tetramorium sericeum ingår i släktet Tetramorium och familjen myror. Inga underarter finns listade i Catalogue of Life.